# Crisis de atonía
La crisis de atonía (también denominada crisis akinética, o, popularmente, ataques) es un tipo de convulsión que consiste en un breve lapso de pérdida del tono muscular. Generalmente es breve: menos de 15 segundos. Su inicio suele ocurrir durante la niñez y puede persistir hasta la edad adulta.
Por sí misma, esta crisis no provoca daños, pero la pérdida del tono muscular puede causar lesiones indirectas, por caídas. El diagnóstico se puede confirmar mediante electroencefalografía. No se considera grave. Es relativamente común. Es posible que constituya parte del síndrome de Lennox-Gastaut.
La crisis de atonía puede ocurrir mientras la persona está de pie, caminando o sentada. Comúnmente sucede una caída de la cabeza (relajación de los músculos del cuello), que puede provocar lesiones secundarias por trauma en la cara o en la cabeza. Como en la mayoría de las crisis epilépticas, en el período postictal (posterior a la convulsión) no requiere primeros auxilios, salvo que haya traumas secundarios. En algunos casos la persona puede permanecer con parálisis parcial del cuerpo, lo cual generalmente no dura más que algunos minutos.

## Tratamiento
Para este tipo de crisis no existe un plan de tratamiento específico. Se personaliza según el diagnóstico y los síntomas de cada paciente. Según sea el caso, las opciones terapéuticas pueden incluir medicamentos, dieta, o cirugía. Una alternativa puede comprender estudios clínicos. Con frecuencia, dependiendo de otros síntomas y diagnósticos, se formulan anticonvulsivantes.
Dado que las zonas del cerebelo que determinan el aumento y la relajación del tono muscular son anatómicamente adyacentes, en algún momento las personas que sufren de crisis de atonía pueden también padecer crisis mioclónicas. Esto puede ser importante para el diagnóstico y el tratamiento.